# 鲁瓦扬地区圣安德烈
鲁瓦扬地区圣安德烈（法語：Saint-André-en-Royans，法語發音：[sɛ̃t‿ɑ̃dʁe ɑ̃ ʁwajɑ̃]）是法国伊泽尔省的一个市镇，位于该省中南部，属于格勒诺布尔区。

## 地理
鲁瓦扬地区圣安德烈（45°5'9"N, 5°20'19"E）面积10.42 平方千米，位于法国奥弗涅-罗讷-阿尔卑斯大区伊泽尔省，该省份为法国东南部内陆省份，北起顺时针与安省、萨瓦省、上阿尔卑斯省、德龙省、阿尔代什省、卢瓦尔省和罗讷省。
与鲁瓦扬地区圣安德烈接壤的市镇（或旧市镇、城区）包括：圣瑞斯特德克莱、圣罗芒、鲁瓦扬地区欧布里沃、绍朗什、蓬唐鲁瓦扬、普雷勒。
鲁瓦扬地区圣安德烈的时区为UTC+01:00、UTC+02:00（夏令时）。

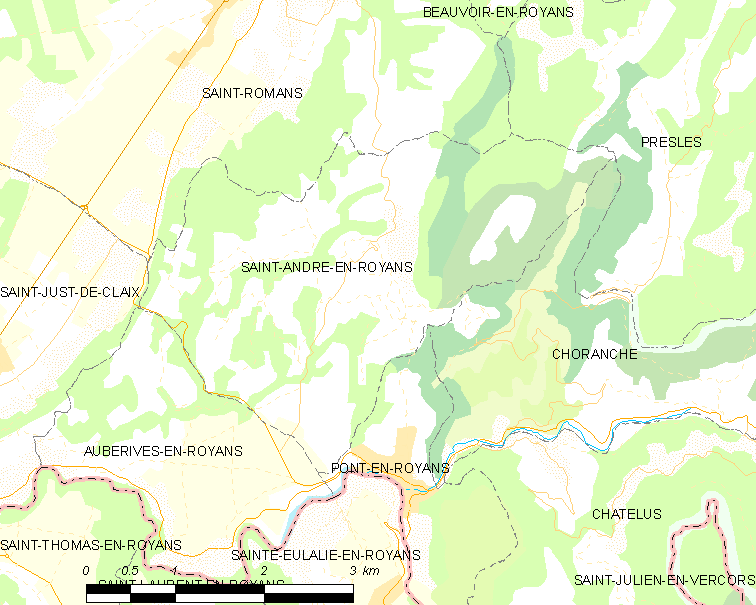
鲁瓦扬地区圣安德烈的OSM定位图

## 行政
鲁瓦扬地区圣安德烈的邮政编码为38680，INSEE市镇编码为38356。

## 政治
鲁瓦扬地区圣安德烈所属的省级选区为南格雷西沃当县。

## 人口

1962-2008年间鲁瓦扬地区圣安德烈人口变化图示

鲁瓦扬地区圣安德烈于2022年1月1日时的人口数量为341人。